# Curtara samera
Curtara samera är en insektsart som beskrevs av Delong och Freytag 1972. Curtara samera ingår i släktet Curtara och familjen dvärgstritar. Inga underarter finns listade i Catalogue of Life.